# Kunhuta z Bilsteinu
Kunhuta z Bilsteinu (1080?- 1138/40) byla hraběnkou z Gudensbergu a dcerou Rogera II. z Bilsteinu a neznámé dcery Wernera II. z Gudensbergu.

## Život
Poprvé se provdala v rozmezí let 1196–98 za Gisa IV. z Gudensbergu a porodila mu dvě děti – syna Gisa V. a dceru Hedviku.
Po Gisově smrti roku 1122 se Kunhuta znovu provdala. Druhým chotěm se stal Jindřich Raspe I. z Thüringenu, mladší bratr Ludvíka I. z Thüringenu. Pikantní je, že se Kunhuta sňatkem stala švagrovou své vlastní dcery. Jindřich Raspe byl však roku 1130 zavražděn, syn Giso V. zemřel a druhé manželství bylo neplodné. Celé dědictví tak připadlo Kunhutinu zeti.
Dvě Kunhutiny vnučky se provdaly do Čech – Cecílie za Oldřicha, syna Soběslava I. a Judita za Vladislava II., budoucího českého krále.